# Redemption Cairn
Redemption Cairn är en science fiction-novell skriven av Stanley G. Weinbaum, ursprungligen publicerad i mars 1936 i tidskriften Astounding Stories.

## Handling
Piloten Jack Sands blir kallad för fegis, och får svårt att hitta arbete, sedan han fått skulden för en olycka då han skulle köra en expedition till Jupiters naturliga satellit Europa. I själva verket är andrepiloten Kratska ansvarig. Flera månader senare får han dock anställning att flyga en annan expedition till Europa, med den mindre skicklige andrapiloten Claire Avery som genom tur dock lyckats vinna en prestigefylld tävling.
Det visar sig att den andra expeditionen letar efter papper som lämnades kvar av kaptenen under den föregående expeditionen, som upptäckt hur man använder det radioaktiva ämnet "protactinium" som hittats på Europa till att driva starkare motorer. Men biologen som finns med på expeditionen är egentligen Kraska, förklädd. Han kidnappar Avery och ger sig på övriga ombord på rymdfarkosten. Han tänker tvinga Avery att flyga honom tillbaka till jorden med formeln. Sands lyckas dock stoppa honom, och dödar Kratska, men Sands skadas allvarligt. Avery lyckas dock flyga rymdfarkosten till Io och landar där.

### Fotnoter
1. ↑  ”Redemption Cairn” (på engelska). Forgotten Futures XI. mars 1936. http://www.forgottenfutures.com/game/ff11/html/ffxi.htm. Läst 2 oktober 2014.